# Escala i corda

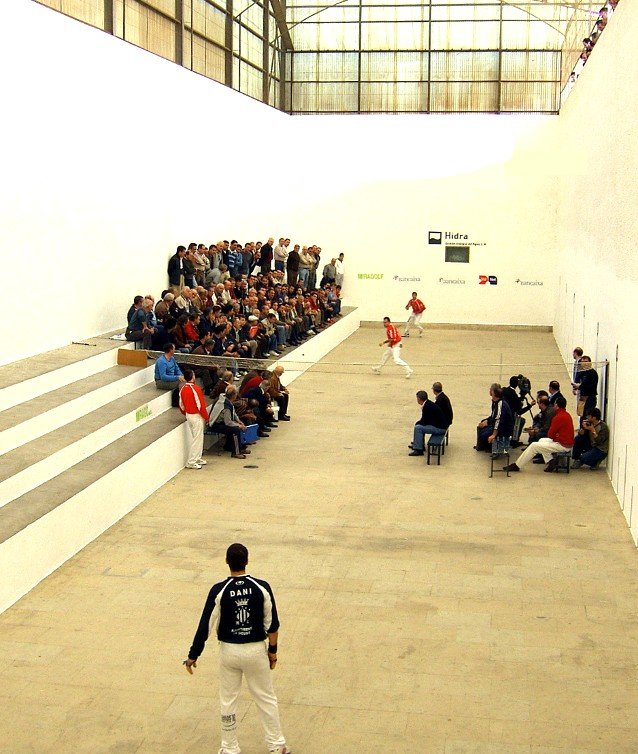
Partida d'escala i corda a l'Eliana.

L'escala i corda, o "per dalt corda", és la modalitat de més prestigi de la pilota valenciana i l'única, amb el raspall, que té pilotaires professionals.

## Història
Està documentada l'existència de trinquets al País Valencià d'ençà del s. XV, però el naixement de la modalitat d'escala i corda no es pot datar fins vora el 1910, quan el revolucionari pilotaire Nel de Murla i la seua parella de joc, el Xiquet de Simat, van eliminar les ratlles del joc de llargues per dividir la canxa en dos meitats mitjançant una corda a 1,80 m d'alçada.

## Regles

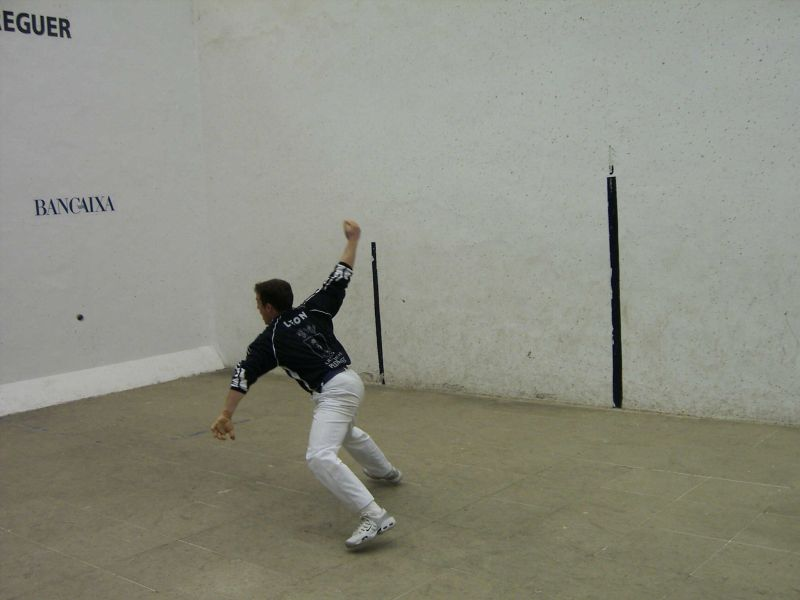
León es llança a terra per tornar la pilota després d'un rebot a la paret del "rest"

L'objectiu de l'escala i corda és passar la pilota de vaqueta colpejant-la amb la mà per dalt la corda. Quan l'altre equip no ho aconsegueix qui l'ha llançada guanya el quinze.
Les partides són a 60 punts, que es compten de 5 en 5. Cada joc consisteix en quatre quinzes (15, 30, val, i joc). L'empat a 15 s'anomena quinzens, l'empat a 30 s'anomena a dos, si un equip iguala a val li resta un quinze i passen a estar a dos. Qui aconsegueix el val guanya el joc i obté 5 punts. Guanya qui primer arriba a 60.
El quinze comença quan el feridor llença la pilota al dauer, qui l'ha de tornar de bo (per dalt corda) a l'equip del rest. Així aniran tornant-se la pilota mútuament colpejant la pilota a l'aire (sense que done cap bot) o al primer bot en terra fins que un dels dos equips siga incapaç de passar-la i perda el quinze, o es cometa falta.
Situacions de falta:
- Quan la pilota fa dos bots, serà quinze de qui la va llançar.
- Quan la pilota passe per sota la corda, o la toca, serà falta de qui la va llançar, és a dir, quinze a favor del contrari.
- Quan un jugador raspa la pilota al segon bot o la toca dues vegades seguides. Serà falta seua, quinze a favor del contrari.
- Quan, en la ferida, la pilota no bota en el dau.

Hi ha també una manera de fer quinzet directament, és la més cobejada pels jugadors per ser la més fàcil: Consisteix a llençar la pilota a la galeria o a la llotgeta de dalt del trinquet sense que torne a la canxa de joc, llavors serà quinze de qui l'ha llançada.
Atés que els jugadors professionals poden llençar la pilota tan dalt i tan lluny els organitzadors de la partida o competició han d'aclarir les regles, fent esment específic a si les galeries són prohibides o permeses. Una partida tindrà les galeries prohibides quan tota pilota que arribe a la galeria o a la llotgeta de dalt i no en caiga serà quinze perdut, d'aquesta manera es penalitza els jugadors que no busquen guanyar els quinzes d'una manera espectacular. En canvi, les galeries permeses és la manera normal en les partides entre afeccionats (perquè no els és fàcil d'aconseguir) i en competicions del mà a mà (com el Trofeu Individual Bancaixa, per a compensar l'esforç).

## Els jugadors

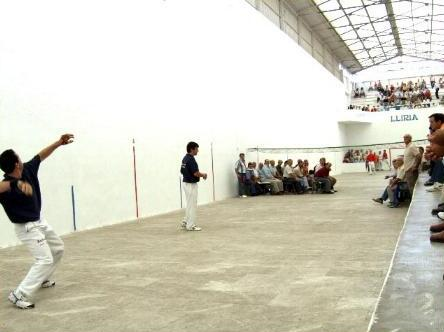
Partida d'escala i corda al Trinquet del Pla de l'Arc de Llíria

Malgrat que també s'hi juguen partides mà a mà, l'escala i corda és un esport d'equips. Poden ser trios o parelles, i enfrontar-se en qualsevol combinació: trio contra trio, parella contra parella o, també, trio contra parella, això últim anima les travesses si la parella són de major qualitat que els components del trio que, en canvi, ocupen més espai.
Siga com siga, uns vestiran de roig i uns altres de blau, essent el roig el color dels suposadament favorits o més forts.
Els pilotaires reben noms depenent de la posició en el trinquet en què juguen. Així, tenim el dauer, el mitger i el punter, amb l'afegitó d'un jugador addicional, el feridor (el punter també pot fer aquesta funció).
- El rest, també anomenat dauer, reboter o "escalater", és el jugador més proper a les parets frontals, per tant, és qui s'encarregarà de tornar les pilotes de rebot i la majoria de pilotes que vagen a l'escala. A més, al començament de cada quinze se situa en el dau per respondre a la treta (la ferida) del feridor de l'equip contrari. També sol ser qui s'encarrega de fer la caiguda d'escala

- El mitger es col·loca al mig del rest i del punter i té com a arma principal la volea, és a dir, colpejar la pilota abans que pegue el primer bot, accelerant així el ritme de la partida i sense que l'altre equip haja tingut temps de ressituar-se. També ha de rematar els quinzes enviant la pilota a les galeries, a la llotgeta, a la careta de l'escala, ...

- El punter és el jugador més proper a la corda, de manera que serà qui tocarà menys pilotes (per l'excessiva velocitat que du) i qui menys força necessitarà per passar-la a l'altra banda, però alhora serà qui la rebrà amb més força, de manera que sol ser qui du més proteccions.

- El feridor, que pot ser el punter o un jugador que només fa aquesta funció, és qui comença cada "quinze". Bota la pilota en una llosa dibuixada a terra sota la corda de mitjan canxa llançant-la perquè rebote a la paret esquerra a una certa altura, i caiga dins del dau. D'això se'n diu ferir, perquè com més baixeta li arribe al dauer, o més pegada a la paret, més mal li farà (més difícil serà tornar la pilota).

## Públic
En entrar al trinquet, els aficionats poden escollir on seure. Els més prudents podran veure la partida des de les galeries i els més valents podran seure a les llotgetes.
Una quantitat mínima però selecta podrà seure també sota la corda (1,80 m d'alçada) que divideix la canxa en dos meitats. Però la majoria del públic s'asseurà a la meitat de les escales corresponent al rest.

## Competicions

### Professionals
- Campionat Nacional d'Escala i Corda
- Circuit Bancaixa
  - Circuit Bancaixa 04/05
  - Circuit Bancaixa 05/06
  - Circuit Bancaixa 06/07
  - Circuit Bancaixa 07/08
  - Circuit Bancaixa 08/09
  - Circuit Bancaixa 09/10
- Copa Diputació
  - Copa Diputació del 2008
  - Copa Diputació del 2009
- Màsters Ciutat de València
- Trofeu Ciutat de Llíria

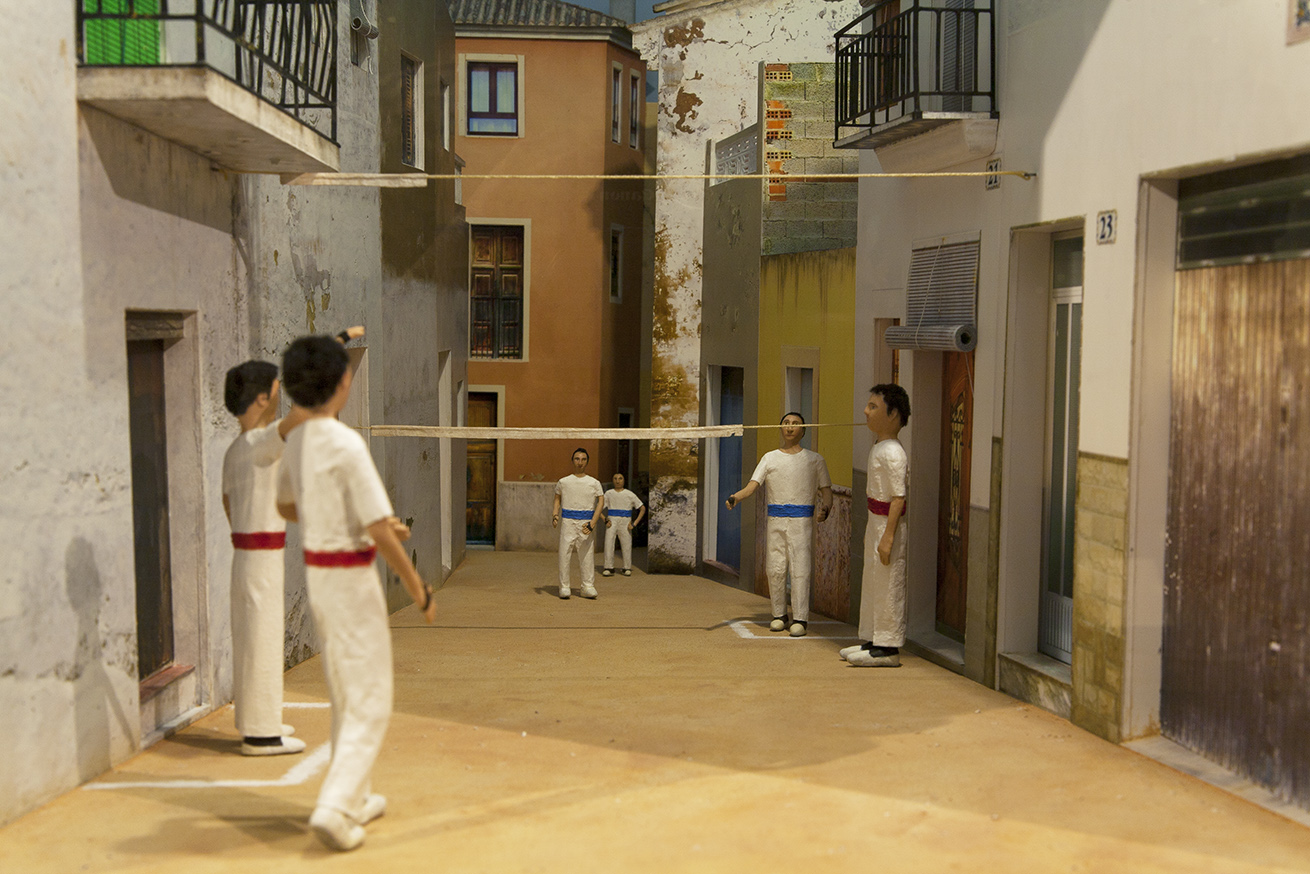
Reconstrucció de carrer per a jugar a pilota. Museu Valencià d'Etnologia.

- Trofeu Individual Bancaixa
  - Trofeu Individual Bancaixa de 2004
  - Trofeu Individual Bancaixa de 2005
  - Trofeu Individual Bancaixa de 2006
  - Trofeu Individual Bancaixa de 2007
  - Trofeu Individual Bancaixa de 2008
  - Trofeu Individual Bancaixa de 2009
- Trofeu Mancomunitat de la Ribera Alta
- Trofeu Universitat de València
- Trofeu Vidal

### Aficionats
- Lliga Caixa Popular